# Bataille de Vérone (489)
Pour les articles homonymes, voir Bataille de Vérone.
La bataille de Vérone a lieu le 30 septembre 489 entre le chef ostrogoth Théodoric le Grand et le roi germanique d'Italie Odoacre. Théodoric mène personnellement ses troupes au combat et remporte une victoire décisive. Odoacre est ensuite contraint de fuir à Ravenne, de sorte que Théodoric est libre de capturer Pavie et Milan.